# Долгов, Семён Дмитриевич
Семён Дмитриевич Долгов (1904—1944) — старший сержант Рабоче-крестьянской Красной Армии, участник Великой Отечественной войны, Герой Советского Союза (1943).

## Биография
Семён Долгов родился 7 сентября 1904 года в деревне Уланки (ныне — Шатковский район Нижегородской области) в крестьянской семье. После окончания начальной школы работал в строительной артели. В 1926 году был призван на службу в Рабоче-крестьянскую Красную Армию, служил в Москве. Окончил полковую школу младших командиров. В 1929 году был демобилизован. Работал на стройке, затем с 1933 года — в колхозе. В июне 1941 года Долгов был повторно призван в армию. С апреля 1942 года — на фронтах Великой Отечественной войны. Принимал участие в боях на Юго-Западном, Воронежском, 1-м и 2-м Украинском фронтах. Участвовал в боях под Харьковом и Воронежем, Курской битве. К сентябрю 1943 года старший сержант Семён Долгов командовал отделением автоматчиков 931-го стрелкового полка 240-й стрелковой дивизии 38-й армии Воронежского фронта. Отличился во время битвы за Днепр.
В ночь с 29 на 30 сентября 1943 года вместе с группой автоматчиков Долгов одним из первых переправился через Днепр в районе села Лютеж Вышгородского района Киевской области Украинской ССР и принял активное участие в захвате Лютежского плацдарма и отражении восьми немецких контратак. Действия группы Долгова способствовали успешной переправе через Днепр полковыми подразделениями.
Указом Президиума Верховного Совета СССР от 13 ноября 1943 года за «образцовое выполнение боевых заданий командования на фронте борьбы с немецкими захватчиками и проявленные при этом мужество и героизм» старший сержант Семён Долгов был удостоен высокого звания Героя Советского Союза с вручением ордена Ленина и медали «Золотая Звезда» за номером 2255.
В дальнейшем участвовал в Корсунь-Шевченковской и Уманско-Ботошанской операциях, форсировании Южного Буга и Днестра, освобождении Молдавской ССР и Румынии. 19 августа 1944 года Долгов погиб в бою на территории Румынии. Похоронен в посёлке Липканы (ныне — Липкань Бричанского района Молдавии).
В честь Долгова названа школа и установлен обелиск в селе Красный Бор Шатковского района.
Был также награждён орденами Отечественной войны 1-й и 2-й степеней, Красной Звезды, медалью «За боевые заслуги».